# Stan posiadania
Stan posiadania – polski film psychologiczny z 1989 roku w reżyserii Krzysztofa Zanussiego.

## Fabuła
Tomasz, wrażliwy student geografii, w przychodni lekarskiej spotyka starszą o kilkanaście lat Julię, która znajduje się na zakręcie życiowym. Po wspólnie spędzonej nocy, chłopak sprowadza kobietę do domu, w którym mieszka razem z matką. Pomimo wielu różnic, pomiędzy Tomaszem a Julią rodzi się uczucie.

## Obsada
- Krystyna Janda – Julia
- Artur Żmijewski – Tomasz
- Maja Komorowska – Zofia, matka Tomasza
- Andrzej Łapicki – ojciec Tomasza
- Artur Barciś – sąsiad Julii
- Tadeusz Bradecki – ksiądz Marek
- Adam Bauman – Kwiatkowski, znajomy Julii